# Tano North
Tano North är ett distrikt i Ghana.   Det ligger i regionen Brong-Ahaforegionen, i den centrala delen av landet, 280 km nordväst om huvudstaden Accra. Antalet invånare är 63 809. Arean är 722 kvadratkilometer.
Terrängen i Tano North är huvudsakligen platt, men den allra närmaste omgivningen är kuperad.